# Aluminiumsulfid
Aluminiumsulfid, är en kemisk förening med formeln Al2S3. I kontakt med vatten sönderfaller ämnet i svavelväte (H2S) och aluminiumoxid (Al2O3). Den har en intressant strukturell kemi i flera former. Materialet är känsligt för fukt och hydrolyserar till hydraliserade aluminiumoxider/hydroxider. Detta kan börja redan när sulfiden exponeras mot atmosfären. Hydrolysreaktionen genererar gasformig vätesulfid (H2S).

## Kristallstruktur
Mer än sex kristallina former av aluminiumsulfid är kända och endast några listas nedan. De flesta av dem har ganska liknande, wurtzitliknande strukturer och skiljer sig åt genom arrangemanget av gittervakanser, som bildar ordnade eller oordnade undergitter.
| Form | Symmetri   | Plats grupp | a (A) | c (A)  | ρ (g/cm3) |
| ---- | ---------- | ----------- | ----- | ------ | --------- |
| α    | Hexagonal  | P61         | 6.423 | 17.83  | 2.32      |
| β    | Hexagonal  | P63mc       | 3.579 | 5.829  | 2.495     |
| γ    | Trigonal   |             | 6.47  | 17.26  | 2.36      |
| δ    | Tetragonal | I41/amd     | 7.026 | 29.819 | 2.71      |

β- och γ-faserna erhålls genom glödgning av den mest stabila α-Al2S3-fasen vid flera hundra grader Celsius. Komprimering av aluminiumsulfid till 2–65 kbar resulterar i δ-fasen där lediga platser är ordnade i ett undergitter av tetragonal symmetri.
Till skillnad från Al2O3, där Al(III)-centren upptar oktaedriska hål, stabiliserar den mer expanderade ramen för Al2S3 Al(III)-centren i en tredjedel av de tetraedriska hålen i ett hexagonalt tätt packat arrangemang av sulfidanjonerna. Vid högre temperatur blir Al(III) -centren randomiserade för att ge en "defekt wurtzite"-struktur och vid ännu högre temperaturer stabiliseras γ-Al2S3-formerna, med en struktur som liknar γ-Al2O3.
Molekylära derivat av Al2S3 är inte kända. Blandade Al-S-Cl-föreningar är dock kända. Al2Se3 och Al2Te3 är också kända. 

## Framställning
Aluminiumsulfid bildas då en blandning av aluminium och svavel upphettas. Reaktionen är extremt exoterm och kan nå temperaturer över 1 000 °C.
{\displaystyle {\rm {2\ Al+3\ S\rightarrow Al_{2}S_{3}}}}
Reaktion är extremt exoterm och det är inte nödvändigt eller önskvärt att värma hela massan av svavelaluminiumblandningen (utom möjligen för mycket små mängder reaktanter). Produkten kommer att skapas i en smält form som når en temperatur över 1 100 °C och kan smälta genom stål. Den kylda produkten är mycket hård.